# Albor Tholus
Albor Tholus je ugasli vulkan u vulkanskoj regiji Elysium na Marsu. Nalazi se južno od susjednih vulkana Elysium Mons i Hecates Tholus. Albor Tholus je visok 4,5 km, a ima promjer od 160 km u podnožju. Njegova velika kaldera, promjera 30 km i dubine od 3 km, je duboka u usporedbi s kalderama na Zemlji. Nadmorska visina najniže razine kaldere ista je kao i podnožje vulkana; međutim, izvorne niže padine Albor Tholusa možda su bile prekrivene tokovima lave s njegovog većeg susjeda, Elysium Monsa. Procjene sonde Mars Express otkrile su da su vulkani regije Elysium bili aktivni tijekom dugih razdoblja.
- Topografija Albor Tholusa i njegove okolice.
- Albor Tholus kako ga vidi THEMIS. Područje je pretrpjelo opsežno rasjedanje.

## Vanjske poveznice
- Albor Tholus @ Google Mars